# Кјезуола (Бреша)
Кјезуола је насеље у Италији у округу Бреша, региону Ломбардија.
Према процени из 2011. у насељу је живело 466 становника. Насеље се налази на надморској висини од 51 м.